# 中村剛大
中村 剛大（なかむら ごうた、1988年12月7日 - ）は、北海道文化放送のアナウンサー。

## 経歴
中央大学商学部経営学科卒業後の2011年、北海道文化放送に入社。
各種スポーツ中継で実況を担当。B.LEAGUE中継の実況が評価され、2018年FNSアナウンス大賞スポーツ部門でアナウンス賞を受賞。2025年にもスポーツ部門で2度目のアナウンス賞を受賞している。受賞は、日本ハム戦におけるプロ野球中継。。
また、B.LEAGUE・レバンガ北海道のアリーナMCとして活動している。

## 担当番組
- レバンガホスピタル
- スポーツ中継（レバンガ北海道戦、北海道日本ハムファイターズ戦、北海道コンサドーレ札幌戦、春の高校バレー、北海道マラソン、UHB杯ジャンプ大会、北海道Meijiカップ他）
- KEIBAプレミア(2021年から実況)
- 東日本女子駅伝(2023,22年第2放送車,2019年バイクリポート,2018年第3・7中継所)
- みんスポBASEBALL
- みんスポBASKETBALL
- コンサラボ(ナレーション)
- いっとこ!(ナレーション)
- &sauna(ナレーション)
- Fumu Fumu(ナレーション)